# Spagna bizantina
La Spagna bizantina fu una provincia dell'Impero bizantino dal 552 al 624 che si estendeva nel sud della Penisola Iberica e nelle Isole Baleari. Fu una parte delle conquiste occidentali di Giustiniano I, nel quadro di ricostituzione dell'Impero Romano.

## Conquista e fondazione
La conquista dei regno vandalico in Tunisia ed il conseguente ristabilimento della provincia romana della Mauretania da Belisario fu compiuta nel 534 e portò i soldati bizantini in contatto con i Visigoti della Spagna. Nonostante i suoi sforzi, il re dei Vandali Gelimero non fu in grado di stringere un'alleanza con il re gotico Teudi, il quale sfruttò l'opportunità del collasso del regno vandalico per conquistare Ceuta (Septem) attraverso lo Stretto di Gibilterra nel 533, probabilmente per prevenire il suo uso da parte bizantina in quanto questi ultimi potevano lanciare un attacco alla Spagna. Questa cittadella venne riconquistata da Belisario l'anno seguente, ma la Spagna non fu invasa. Ceuta che, per un breve periodo, venne ripresa dai visigoti nel 540, e nuovamente persa con un sotterfugio,. Quindi Ceuta divenne parte della Mauretania. Fu un'importante base per la riconquista della Spagna negli anni che condussero gradatamente all'invasione della penisola da parte delle truppe di Giustiniano.
Nel 550, durante il regno di Agila I, la Spagna fu improvvisamente turbata da due grandi rivolte. I cittadini di Cordova si ribellarono contro i Goti di credo Ariano e Agila fu rotondamente sconfitto, suo figlio ucciso e il tesoro reale perso. Si ritirò a Mérida. L'altra grande rivolta non può essere data con precisione. Si può collocare all'inizio del suo regno (549) o più tardi (551) allorquando un nobile chiamato Atanagildo prese Siviglia, capitale della Baetica, e approfittando della situazione si dichiarò re, in opposizione ad Agila. Poi chi, e quando, esattamente iniziò le trattative con i bizantini per richiedere assistenza è discusso dagli storici, dato che le fonti primarie si dividono. Ciò che è risaputo è che Giustiniano fu chiamato da uno dei due contendenti al trono e allestì un esercito, inviato da Costantinopoli al comando di Liberio. Questo esercito era in preparazione quando Jordanes concluse il suo Getica (datato 550 o 551):

La massima espansione bizantina della Provincia di Spagna. In verde scuro il territorio ancora bizantino alla morte di Leovigildo, mentre in verde più chiaro sono i territori riconquistati da Atanagildo (pochi) e poi Leovigildo.

Comunque, secondo Isidoro di Siviglia, fu invece Atanagildo, nell'autunno 551 o nell'inverno 552, che chiese aiuto a Giustiniano. L'armata fu probabilmente inviata nel 552 ed arrivò in vista della Spagna in giugno o in luglio. Le forze di Liberio arrivarono alle bocche del Guadalete o forse a Malaga e raggiunsero Atanagildo per sconfiggere Agila poiché marciava verso sud, proveniente da Mérida attraverso Siviglia in agosto o settembre 552. La guerra si trascinò per due o più anni. Liberio ritornò a Costantinopoli entro il maggio 553 ed è possibile che dei rinforzi provenienti dall'Italia, che fu appena pacificata dopo la sanguinosissima e lunga guerra gotica mettessero piede a Cartagena nei primi di marzo del 555 e marciassero nel entroterra a Baza (Basti) con l'ordine di arruolarsi con i loro compatrioti vicino a Siviglia. Il loro sbarco a Cartagena fu violento. La popolazione nativa, di religione cattolica, che includeva la famiglia di Leandro di Siviglia, fu ben disposta nei confronti dei visigoti e pertanto il governo bizantino della città stabilì la soppressione delle loro libertà, un'oppressione che durò decenni. Leandro e la sua famiglia fuggirono ed i suoi scritti preservano forti sentimenti anti-greci.
Nel tardo marzo del 555, coloro che supportavano Agila, dopo i successi militari dei bizantini, tornarono dal loro re per ucciderlo e proclamarono Athanagildo come unico re dei Goti in opposizione ai bizantini, che temevano come minaccia al regno. Rapidamente il nuovo re tentò di liberare la Spagna dai greci, ma non fu capace perché tenne conto che la Spagna era ancora una provincia dell'Impero, in cui egli interferì secondo il diritto. I bizantini occuparono molte città costiere nella Baetica. Questa regione rimase una provincia bizantina con la sua amministrazione fino alla completa riconquista dei visigoti circa tre quarti di secolo dopo.

L'Impero Bizantino al momento della sua maggiore estensione sotto Giustiniano I. Giustiniano ereditò la parte in rosa, le conquiste sono colorate in arancione, compresa la Spagna.

## Estensione e geografia
La provincia bizantina della "Spania" non fu mai estesa nell'entroterra e ricevette poca attenzione dalle autorità dell'Impero Romano d'Oriente, probabilmente perché fu designata come baluardo difensivo contro un'eventuale invasione gotica dell'Africa, che sarebbe stata un fastidio proprio nel momento in cui l'Impero Sasanide, ad est era di gran lunga una più grave minaccia. Le più importanti città della Spagna bizantina erano Malaga e Cartagena, i probabili luoghi di sbarco dell'esercito bizantino. Non si sa quale tra queste due città fosse la capitale provinciale, ma sicuramente fu una di esse. Le città erano i centri del potere bizantino, mentre alcune città venivano riprese da Agila, le altre che erano rimaste sotto controllo imperiale, servivano da baluardo contro eventuali tentativi di riconquista visigota. I goti devastavano la campagna della Spagna bizantina, ma erano incapaci di assediare e le città fortificate furono sicuri centri dell'amministrazione romana.

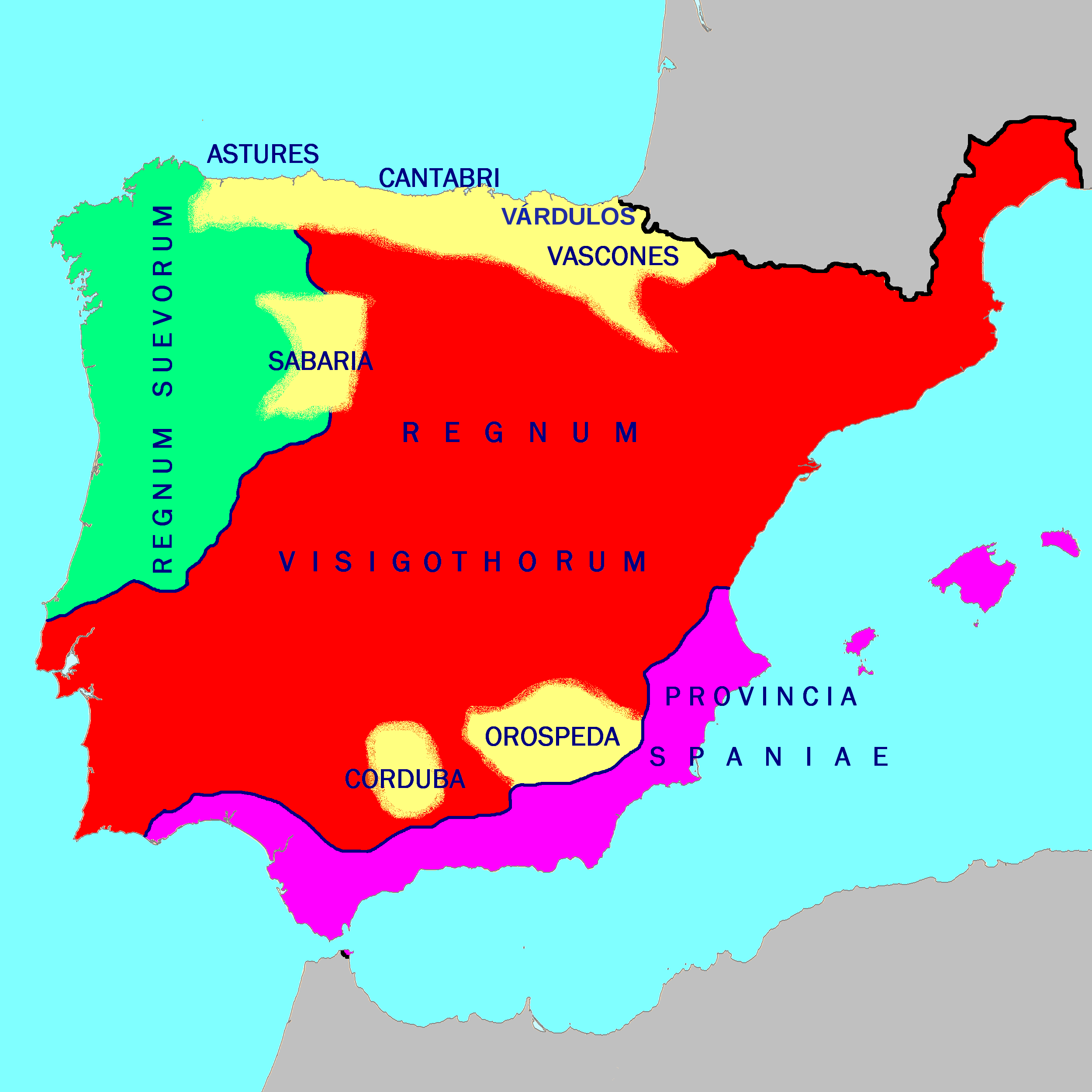
Spagna bizantina alla sua massima estensione, al tempo della sua fondazione.

Poche città possono essere considerate di essere state sotto il governo bizantino in quel periodo. La città di Medina-Sidonia (Asidona) fu tenuta fino al 572, quando fu riconquistata da Leovigildo. Gisgonza (anche Gigonza, l'antica Sagontia) fu tenuta fino al regno di Viterico (603–610) e indica che il sud della provincia della Baetica fu completamente bizantina da Málaga fino alle foci Guadalete. Nella provincia Carthaginiensis, nella quale si trova Cartagena e della quale fu capitale, la città di Baza fu bizantina e probabilmente resistette alle incursioni di Leovigilido in quel territorio nel 570, sebbene diventasse visigotica entro il 589.
Tra le città che furono in mano bizantina, Córdoba era la più grande. Alcuni storici pensano che sia stata la prima capitale della Spagna bizantina e attribuiscono, su questa base, il dominio dell'Impero di Costantinopoli sulle città di Écija (Astigi), Cabra (Egabra), Guadix (Acci), e Granada (Illiberris), però non si ha nessun riscontro nelle fonti archeologiche. Córdoba era in stato di ribellione, in breve raggiunta da Siviglia dal 566–567, fino a quando Leovigildo non la represse nel 572. Forse si ebbe un governo locale in questo periodo, o forse si riconobbe la sovranità bizantina.
A parte il sud delle province romane della Baetica e della Carthaginiensis (il Levante meridionale), i bizantini possedevano anche Ceuta, Tangeri e le Isole Baleari, conquistate dopo il collasso del regno vandalico. Ceuta, sebbene sia stata visigotica ed il suo futuro la destina ad essere parte integrante della penisola iberica, fece parte dalla provincia romana della Mauretania Secunda. Le Baleari, insieme alla Baetica ed alla Carthaginiensis formò la nuova provincia di Spania. Entro l'anno 600 l'estensione della Spania fu diminuita a poco più che la zona costiera tra Málaga e Cartagena e non si estendeva oltre la Sierra Nevada. Giorgio Ciprio registrò solamente una civitas (città, popolo) nella provincia: i "Mesopotami," benché il significato sia incerto.

## Amministrazione

### Governo secolare
Il capo dell'amministrazione in Spania era il magister militum Spaniae, ossia "capo dei soldati della Spagna". Il magister militum governava le questioni civili e militari nella provincia ed era subordinato solamente all'imperatore. Il magister era inoltre membro della più alta aristocrazia e portava il titolo di patrizio. La carica, sebbene venisse registrata per la prima volta nel 589, fu probabilmente una creazione di Giustiniano, come fu la zecca, che emise monete provinciali fino alla fine della provincia (c. 625).
Vengono nominati solo cinque magistri nella storia della provincia, ma probabilmente ce ne furono di più. Due vengono menzionati da Isidoro di Siviglia come successivi governatori all'epoca di Suintila, ma omette i loro nomi. Il primo governatore conosciuto, Comenciolus, riparò le porte di Cartagena al posto dei "barbari" e lasciò un'iscrizione (datata 1º settembre 589) nella città. Attorno all'anno 600 c'era un governatore chiamato Comitiolus che apparteneva la rango di gloriosus, il più alto grado sociale, dopo quello di imperatore. È in lingua latina e può riflettere quale era la lingua amministrativa. (Non implica, in ogni caso, che Cartagena fosse la capitale della Spania.) Il patrizio e magister Caesarius fece un trattato di pace con Sisebuto nel 614 e conferì con l'imperatore Eraclio, il quale era occupato nelle guerre in Mesopotamia.
I confini tra la Spagna bizantina ed il regno visigoto erano labili. I viaggi tra i confini, per ragioni d'affari o personali, erano permessi e le due regioni sperimentarono anche periodi prolungati di pace. La facilità di attraversare la frontiera fu notata dall'esiliato Leandro, il cui fratello passò più volte il confine senza ostacoli. Il confine venne determinato da un trattato (pacta) tra Atanagildo e Giustiniano, ma la data esatta della stipula è ancora dibattuta. Può essere stata parte delle iniziali condizioni dell'assistenza bizantina nel 551 o 552 o può essere stata un risultato della guerra tra Goti e Romani nel 555 o più tardi. Fu firmata sicuramente prima della morte di Giustiniano, avvenuta nel 565. La legittimità dei pacta fu riconosciuta nel settimo secolo, dati anche i racconti sulla facilità di viaggiare e commerciare.

### Governo ecclesiastico
La provincia di Spagna fu prevalentemente cattolica e latina, come i suoi governanti bizantini, anche se molti erano Cristiani d'Oriente. Nonostante ciò, non sembra che le relazioni fra sudditi e governanti e fra Chiesa e Stato siano state migliori rispetto alla Spagna ariana dei Visigoti. La Chiesa di Spagna era anche meno indipendente dal Papato della Chiesa dei goti, che era per la maggior parte composta da ispano-romani. Le due Chiese erano separate. Mai ecclesiastici dell'una sono stati presenti a concili dell'altra; benché di fatto in Spagna non si tennero mai concili provinciali. Le controversie teologiche, comunque, dividevano gli uni dagli altri.
Papa Gregorio I intervenne con successo nei vari vescovati della provincia, di più di quanto fece qualsiasi altro papa nel regno visigoto. Difese la proprietà di due vescovi deposti e tiranneggiò il magister militum Comitiolus, accusandolo di interferire negli affari ecclesiastici. Implicitamente accusò anche Liciniano di Cartagena di ordinare com preti degli ignorantoni, ma Liciniano semplicemente replicò che non facendo così si sarebbe lasciato la diocesi della provincia vuota: un triste commento dell'educazione in Spania.

## Cultura
Lo stile architettonico ed artistico prevalente in Spagna non fu quello tipico di Bisanzio, ma piuttosto lo stile bizantino del nord Africa. Due chiese, una a Algezares, a sud di Murcia e l'altra quella di San Pedro de Alcántara vicino a Malaga, sono state analizzate. Solo nelle Isole Baleari lo stile della Grecia e della Tracia ha messo piede. Sebbene l'impronta stilistica di Bisanzio sia presente in tutta la Spagna, nelle regioni gotiche non condividono però le connessioni con gli stili africani prevalenti in Spania.
Nelle vicinanze di Cartagena, sono state scoperte delle stoviglie, amphoraecon tratti tipicamente africani; ciò dimostra i forti legami tra la provincia di Spania e la Mauretania Secunda. Cartagena è stata, negli anni recenti, scavata a fondo ed è stato scoperto un complesso che probabilmente ospitava i soldati di Bisanzio. Tuttavia, la città, come molte altre a quel tempo, era diminuita in popolazione sotto il governo bizantino.

## Declino e conquista visigota

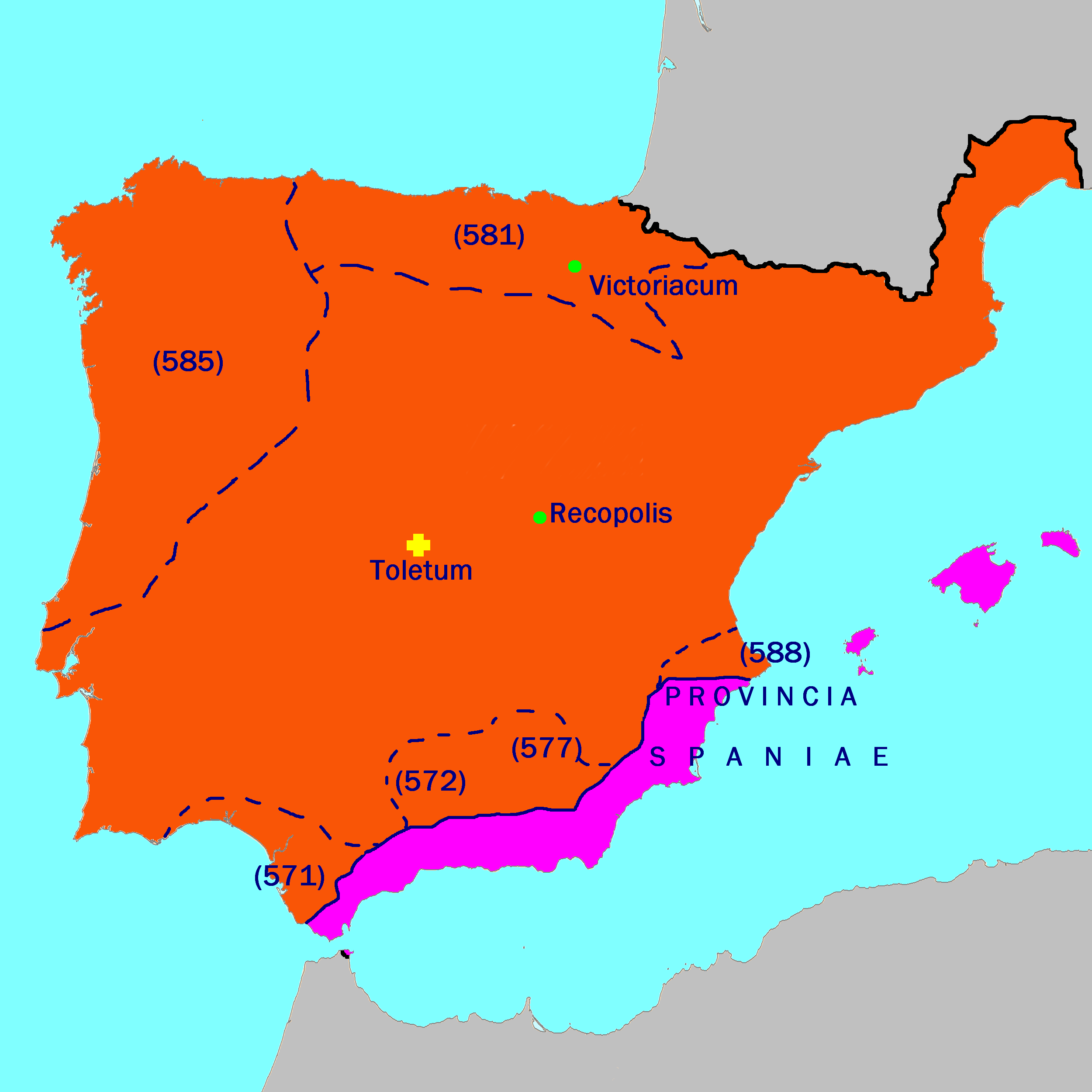
La Spagna nel 586 dopo le conquiste di Leovigildo (con le date delle conquiste sulla mappa).

Durante i regni di Atanagildo e Leovigildo, i bizantini furono incapaci di spingere la loro offensiva oltre e i visigoti fecero alcune campagne vittoriose. Attorno al 570, Leovigildo saccheggiò Bastetania (Bastitania o Bastania, la regione di Baza) e prese Medina Sidonia grazie al tradimento di un certo Framidaneus (forse un goto). Dopo aver preso Baza, ha certamente fatto delle incursioni nelle vicinanze di Malaga, battendo un rilevante esercito. Conquistò molte città e fortezze nella valle del Guadalquivir e sconfisse un esercito di rustici, secondo Giovanni di Biclaro, che riferì di un'armata di banditi chiamati Bagaudae i quali si sono stabiliti in una zona cuscinetto tra i goti e i romani. Nel 577 a Orospeda, regione sotto controllo bizantino, Leovigildo sconfisse ancora i rustici rebellantes, probabilmente i Bagaudae. Dopo due stagioni di campagne contro i romani, Leovigildo concentrò le sue forze militari in altre parti.
Durante il regno di Recaredo I, i bizantini ripresero l'offensiva e probabilmente riguadagnarono terreno. Recaredo riconobbe la legittimità della frontiera bizantina e scrisse a papa Gregorio I, richiedendo una copia del trattato precedente inviata dall'imperatore Maurizio. Gregorio replicò che il testo del trattato era stato perso in un incendio durante il regno di Giustiniano ed avvertì Recaredo che non lo avrebbe voluto trovare perché avrebbe garantito probabilmente più territorio ai bizantini di quanto ne avessero in quel momento (agosto 599). Le conquiste di Leovigildo contro il governo romano erano più grandi rispetto alle riconquiste romane durante il regno di Recaredo; la provincia bizantina di Spania era in declino.
In seguito, Witterico fece campagne contro la Spania, sebbene i suoi generali ebbero più successi rispetto al re. Conquistò la piccola città di Gisgonza. Gundemaro si mosse contro la Spagna bizantina nel 611, ma senza effetti. Sisebuto diventò il flagello della Spania molto di più dei suoi predecessori dei bizantini in Spagna. Nel 614 e nel 615, diede inizio a due massive spedizioni contro l'impero d'oriente e conquistò Málaga prima del 619, quando i suoi vescovi apparirono nel Secondo Concilio di Siviglia. Conquistò la costa mediterranea e razziò molte città dell'entroterra, tanto da attrarre l'attenzione del cronista franco Fredegario:
Sisebuto probabilmente razziò anche Cartagena, che era completamente desolata, tanto da riapparire nella carta della Spagna visogotica. Poiché i goti non erano in grado di costruire sedi decenti, furono obbligati a ridurre le difese di tutte le piazzeforti fortificate che prendevano nell'obiettivo di prevenire futuri eserciti dal possibile utilizzo contro loro medesimi. Poiché Cartagena fu distrutta e Malaga risparmiata, si è dedotto che antecedentemente la presenza bizantina era più forte, in seguito la presenza degli orientali era ridotta alla sola Malaga, tanto da non destare più preoccupazioni all'egemonia visigota sull'intera penisola.
Nel 621, i bizantini detenevano ancora poche città, ma Suintila le riprese ed entro l'anno 624 l'intera provincia della Spania era in mani visigote, tranne le Isole Baleari, che erano in ristagno economico nel settimo secolo. Come i giudicati sardi e la Corsica in quel periodo, le Baleari erano solamente nominalmente bizantine. Furono definitivamente separate dall'Impero con le incursioni saracene, che ebbero inizio dall'ottavo secolo.
Durante il regno congiunto di Egica e Witiza, una nave bizantina razziò le coste meridionale della Spagna e fu scacciata da un conte locale chiamato Theudimer. La data di questo evento è discussa: può essere successa come parte della spedizione di Leonzio per aiutare Cartagine, sotto l'assalto degli arabi, nel 697; forse più tardi, attorno al 702; o forse ancora dopo, durante il regno di Wittiza. Universalmente accettato è un isolato incidente collegato con altre attività militari (probabilmente contro gli arabi o contro i berberi) e non bensì un tentativo per ristabilire la provincia di Spania. Come il professor Thompson disse: "Non sappiamo niente del contesto di questo strano evento."